# Sequeiros (Aguiar da Beira)
Sequeiros é uma povoação portuguesa do Município de Aguiar da Beira que foi sede da Freguesia de Sequeiros, freguesia que tinha 11,18 km² de área e 262 habitantes (2011), e, por isso, uma densidade populacional de 23,4 hab/km².
A Freguesia de Sequeiros foi extinta (agregada) em 2013, no âmbito de uma reforma administrativa nacional, tendo sido agregada à freguesia de Gradiz, para formar uma nova freguesia denominada União das Freguesias de Sequeiros e Gradiz.

## Geografia
Localizada no nordeste do município, a localidade de Sequeiros tem como vizinhos as localidades de Souto de Aguiar da Beira a sul, Aguiar da Beira a oeste e Gradiz a noroeste e o Município de Sernancelhe a nordeste.

## População
| População da freguesia de Sequeiros | População da freguesia de Sequeiros | População da freguesia de Sequeiros | População da freguesia de Sequeiros | População da freguesia de Sequeiros | População da freguesia de Sequeiros | População da freguesia de Sequeiros | População da freguesia de Sequeiros | População da freguesia de Sequeiros | População da freguesia de Sequeiros | População da freguesia de Sequeiros | População da freguesia de Sequeiros | População da freguesia de Sequeiros | População da freguesia de Sequeiros | População da freguesia de Sequeiros |
| ----------------------------------- | ----------------------------------- | ----------------------------------- | ----------------------------------- | ----------------------------------- | ----------------------------------- | ----------------------------------- | ----------------------------------- | ----------------------------------- | ----------------------------------- | ----------------------------------- | ----------------------------------- | ----------------------------------- | ----------------------------------- | ----------------------------------- |
| 1864                                | 1878                                | 1890                                | 1900                                | 1911                                | 1920                                | 1930                                | 1940                                | 1950                                | 1960                                | 1970                                | 1981                                | 1991                                | 2001                                | 2011                                |
| 417                                 | 427                                 | 425                                 | 437                                 | 496                                 | 468                                 | 457                                 | 489                                 | 530                                 | 514                                 | 438                                 | 439                                 | 369                                 | 297                                 | 262                                 |